# Toshiyasu Takahara
Toshiyasu Takahara (født 18. oktober 1980) er en japansk fodboldspiller.